# 野村ミス
野村 ミス（のむら ミス、1896年8月19日 – 1979年3月15日）は、日本の政治家、衆議院議員（1期）。旧姓は高野。

## 来歴
新潟県中魚沼郡倉俣村（現十日町市）出身。1919年上野家政女学校高等科卒業。卒業後は故郷の小学校の教諭（訓導）を務め、税務署職員だった野村幸次郎と結婚した。戦後の1946年の第22回衆議院議員総選挙に新潟県1区(大選挙区制)から無所属で立候補して当選した。当選後は国民協同党に入った。翌1947年の第1回参議院議員通常選挙で新潟県から国民協同党公認で立候補したが落選した。1979年死去。